# Солон
Соло́н (др.-греч. Σόλων; между 640 и 635 до н. э., Афины — около 559 до н. э., там же) — афинский политик, законодатель и поэт, один из «семи мудрецов» Древней Греции.
Солон происходил из знатного рода Кодридов, который ранее был царской династией. Судя по всему, ещё до начала политической деятельности был известен согражданам как поэт. Он был первым афинским поэтом, и к тому же политическая направленность некоторых стихотворений должна была привлекать внимание слушателей. Политическая деятельность Солона началась его экспедицией на Саламин в ходе войны с Мегарами. После успешно закончившейся экспедиции инициировал Первую Священную войну. К 594 году до н. э. стал самым влиятельным и авторитетным афинским политическим деятелем.
Солон был избран архонтом-эпонимом на 594/593 год до н. э. Кроме того, ему дали чрезвычайные полномочия. Солон провёл ряд реформ (сисахфия, имущественный ценз, учреждение суда присяжных и Совета Четырёхсот и др.), которые представляют собой важнейшую веху истории архаических Афин, формирования Афинского государства. После своего архонтства реформатор отправился в путешествие, в ходе которого посетил различные регионы Восточного Средиземноморья. После своего путешествия Солон уже не принимал активного участия в политической жизни. Он умер около 559 года до н. э. в Афинах.

## Ранние годы. Происхождение
Солон, сын Эксекестида, родился около 640 года до н. э. в Афинах. Есть также версия, что отца Солона звали Эвфорион. Плутарх передаёт оба варианта, но предпочтение отдаёт общепринятому. Некоторые античные авторы (Диодор Сицилийский, Диоген Лаэртский) ошибочно считали, что он родился на Саламине. По достатку Солон принадлежал к «гражданам среднего круга», а происходил из знатного рода Кодридов, который ранее был царской династией.
Много дурных богатеет, благие же в бедности страждут.
Но у дурных не возьмём их мы сокровищ в обмен
 На добродетель, — она пребывает незыблемой вечно,
Деньги же вечно своих переменяют владык!
Так как та ветвь рода Кодридов, к которой он принадлежал, к концу VII в. обеднела, он был вынужден заняться морской торговлей для улучшения своего материального положения. Солон много путешествовал и знакомился с обычаями и нравами других государств. Так как в источниках существуют противоречия относительно морских путешествий Солона, некоторые исследователи подвергают сомнению факт его торговой деятельности.
Судя по всему, ещё до начала политической деятельности Солона он был известен согражданам как поэт. Он был первым афинским поэтом, и к тому же политическая направленность некоторых стихотворений должна была привлекать внимание слушателей. В своих стихах Солон порицал существующую обстановку в полисе и выдвигал идею эвномии (благозакония).

## Ситуация в Афинах перед началом политической деятельности Солона

Беотия и Аттика

В начале VI в. до н. э. Афины были рядовым греческим полисом, отличающимся от других только своими размерами. Он был одним из самых крупных в Греции, а по количеству населения — первым в Элладе. После завершения синойкизма к началу VII в. до н. э. афинский полис стал занимать весь полуостров Аттика. При этом в полис входило несколько городов — кроме Афин, Элевсин, Марафон, Браврон и другие.
Изначально гражданское население подразделялось по родоплеменному принципу. Постепенно появлялось и территориальное деление: каждая фила подразделялась на три триттии, а каждая триттия — на четыре навкрарии. Всего было 48 навкрарий, и они являлись наименьшими территориальными единицами.
Исключительно важную роль во всех сторонах жизни ранних Афин сыграла эвпатридская аристократия. Большинство аристократов бежало в Афины на рубеже II—I тысячелетий до н. э. из завоёвываемого дорийцами Пелопоннеса. Беженцев радушно принимали в Афинах. Один из таких родов (Кодриды-Медонтиды) был последней царской династией. На протяжении «тёмных веков» их власть всё более ограничивалась, пока, наконец, монархия не была ликвидирована.
В начале VII в. до н. э. сформировалась политическая система архаического афинского полиса как типичной аристократической республики. Во главе государства теперь стояла коллегия из девяти архонтов, занимавших свой пост в течение года. Между архонтами существовало определённое разграничение функций. Высшим магистратом был архонт-эпоним, архонт-басилей был верховным жрецом, архонт-полемарх — верховным главнокомандующим, остальные — фесмофеты — ведали судебными делами. Очень важную роль в управлении играл Совет Ареопага. В него пожизненно входили бывшие архонты. Ареопаг осуществлял высший контроль над всей жизнью полиса. Также в Афинах существовало народное собрание, но оно не имело значительной роли до VI в. до н. э.
Афинский демос находился в зависимости от аристократии. Растущее закабаление демоса вызывало его недовольство. Внутриполитическая обстановка в Афинах характеризовалась гражданскими распрями. Развернулась острая борьба между аристократическими группировками. На внешнеполитической арене афиняне вели войну с Мегарами за остров Саламин. Межаристократическая борьба и закабаление демоса подрывали стабильность и порядок в афинском полисе.

## Войны Солона

### Война с Мегарами за Саламин
Вестником я прихожу с желанного нам Саламина, 
Но вместо речи простой с песнью я к вам обращусь...
Мы ведь дождёмся того, что повсюду, как клич, пронесётся: 
«Родом и он из Афин, сдавших врагам Саламин». 
На Саламин мы пойдём, сразимся за остров желанный, 
Прежний же стыд и позор с плеч своих снимем долой!
Первым известным из источников событием, в связи с которым упоминается имя Солона, является военный конфликт Афин и Мегар за обладание Саламином. Афиняне, утомлённые этой войной, запретили законом предлагать гражданам продолжить борьбу за Саламин. Солона это удручало, и он притворился сумасшедшим, а потом прибежал на площадь и прочитал при массе народа свою элегию «Саламин», в которой говорилось о необходимости продолжения войны за этот остров.
Затем он сам возглавил экспедицию на Саламин, которая принесла ему полный успех: стратегически важный пункт в Сароническом заливе оказался в руках афинян. Не вполне ясно, в каком статусе Солон командовал ополчением афинян. Должности стратега тогда не было, и, вероятно, он был избран архонтом-полемархом. Правда, достоверно известно, что он позднее был архонтом-эпонимом, а считается, что дважды должность архонта занимать нельзя. Скорее всего, ограничение одним сроком относилось не ко всей совокупности архонтских должностей, а к каждой из них, взятой конкретно.

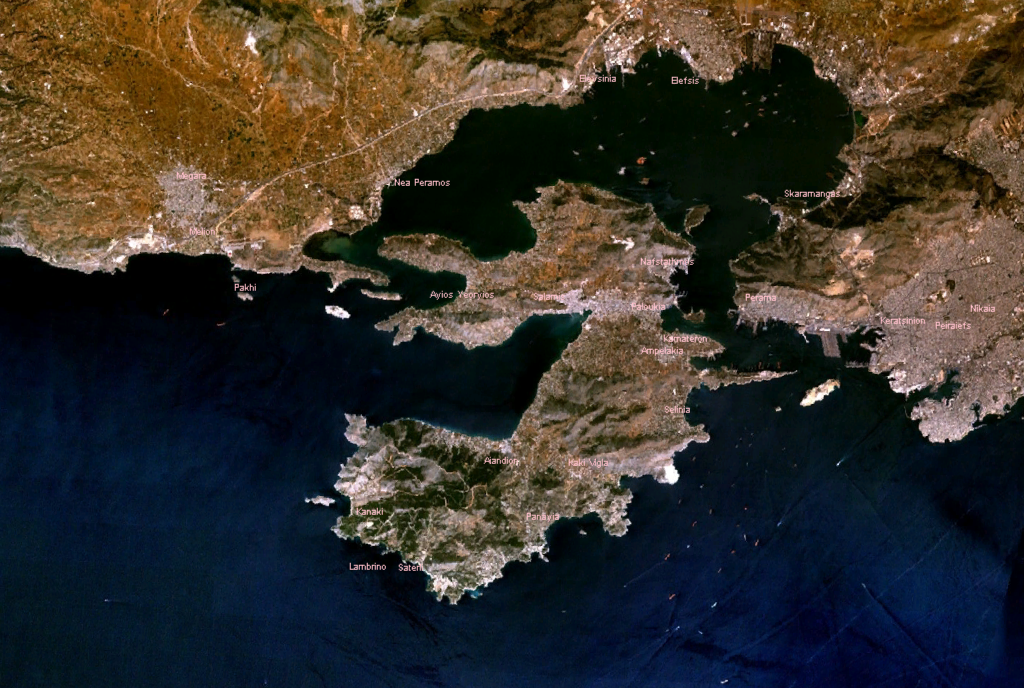
Вид острова Саламин

Саламинская экспедиция, ставшая блистательным началом политической карьеры Солона, датируется, скорее всего, временем около 600 г. до н. э. Но война, по-видимому, продолжалась ещё несколько десятилетий, приняв вялотекущий характер. Ещё в 60-е годы троюродный брат Солона Писистрат возглавлял экспедицию против мегарян. В конце концов спор о Саламине был вынесен на третейский суд Спарты. Во время обсуждения этого вопроса Солон привёл целый ряд дополнявших друг друга аргументов различного характера, сумев отстоять права Афин на остров. Солон ссылался на дельфийские оракулы, в которых Саламин был назван ионийской землёй, что должно было сближать его с Афинами, а не с Мегарами (Афины населяли ионийцы, а мегаряне были дорийцами). Он также указывал для оправдания афинских притязаний на пассаж из «Илиады» Гомера, согласно которому царь Саламина Аякс поставил свои корабли рядом с афинскими. Кроме того, он ссылался на то, что в саламинских погребениях трупы лежат по афинскому, а не по мегарскому обычаю, — лицами на запад. В конце концов Саламин удалось отстоять, и этот остров, включённый в состав афинского полиса, неоднократно играл важную роль в его истории.

### Первая Священная война

Средняя Греция

Следующим военно-политическим мероприятием Солона было участие в Первой Священной войне. Про этот конфликт известно мало. Согласно исследователю У. Дж. Форресту, это была война некоторых греческих полисов против фокидского города Кирры или Крисы, захватившего Дельфийский храм. Наиболее влиятельными членами антикрисейской коалиции были Фессалия и Сикион, менее влиятельную позицию занимали Афины. Война продолжалась десять лет (596—586 годы до н. э.). По-видимому, уже в первые годы войны союзники освободили Дельфы. В конце концов Крисы были взяты и разрушены.
Солон выступил инициатором объявления войны Крисам. По его совету члены Дельфийской амфиктионии начали войну. В результате войны отношения Афин и Дельф значительно улучшились, дельфийское жречество стало всячески поддерживать Солона.
В 594 году до н. э. по инициативе Солона были возвращены из изгнания Алкмеониды. Судя по всему, Солон благоволил к ним, стараясь сделать их своими сторонниками.

## Реформы Солона
Возможно, к этому времени у Солона уже сложился план преобразований. Чтобы приступить к их реализации, нужно было заручиться высокоавторитетной религиозной санкцией. Дельфийский оракул дал Солону несколько прорицаний, одобрявших его замыслы. К 594 году до н. э. Солон был самым влиятельным и авторитетным афинским политическим деятелем. Он мог рассматриваться всеми социальными слоями (аристократами, народом, торговцами и ремесленниками) как компромиссная фигура.
В 594 г. до н. э. Солон был избран архонтом-эпонимом. Кроме того, ему дали какие-то чрезвычайные полномочия. Согласно Плутарху, его назначили «примирителем и законодателем», а согласно Аристотелю, вообще «вверили ему государство». По-видимому, его чрезвычайные полномочия выражались в слове «примиритель, третейский судья». Таким образом, его задачей было разрешить конфликт и примирить враждующие стороны. В то время архонтов назначал Ареопаг, но Солона, вероятно, избрало народное собрание ввиду особой ситуации.
Какой же я из тех задач не выполнил,
Во имя коих я тогда сплотил народ? 
О том всех лучше перед Времени судом 
Сказать могла б из олимпийцев высшая — 
Мать черная Земля, с которой снял тогда 
Столбов поставленных я много долговых, 
Рабыня прежде, ныне же свободная.
На родину, в Афины, в богозданный град 
Вернул назад я многих, в рабство проданных, 
Кто кривдой, кто по праву, от нужды иных
Безвыходной бежавших, уж забывших речь
 Аттическую — странников таков удел, 
Иных еще, в позорном рабстве бывших здесь 
И трепетавших перед прихотью господ, 
Всех я освободил. А этого достиг 
Закона властью, силу с правом сочетав, 
И так исполнил все я, как и обещал.
Первой его реформой была сисахфия, которую он считал своей главной заслугой. Отменялись все долги, освобождались из рабского статуса кабальные должники и запрещалось долговое рабство. Сисахфия должна была значительно облегчить социальную напряжённость и улучшить экономическое положение государства.
Солон проводил комплексную экономическую политику, которая характеризуется протекционизмом в отношении афинского сельского хозяйства и поддержкой ремесленного производства. Ремесленникам из других городов, прибывшим в Афины, разрешалось поселиться в городе. По другому закону родители, не обучившие своего сына ремеслу, не имели права требовать, чтобы он их поддерживал в старости. Он запретил вывоз зерна из Афин и поощрял оливководство. Благодаря мерам Солона оливководство впоследствии превратилось в процветающую отрасль сельского хозяйства. Денежная реформа Солона предполагала замену прежней эгинской монетной единицы эвбейской. Эта мера облегчила торговлю между Афинами, Эвбеей, Коринфом, Халкидикой и Малой Азией и способствовала развитию внешней торговли Афин.
Также важное значение имели социальные реформы Солона. Важнейшей из них является разделение всего гражданского коллектива полиса на четыре имущественных разряда. Критерием принадлежности к определённому разряду служил размер годового дохода, исчисляемый в сельскохозяйственных продуктах.
- Пентакосиомедимны
  - имеют доход более 500 медимнов зерна или 500 метретов вина или оливкового масла[60]
  - могут избираться архонтами и казначеями
- Гиппеи
  - имеют доход свыше 300 медимнов зерна
  - могут содержать боевого коня
- Зевгиты
  - имеют доход свыше 200 медимнов зерна
  - служат гоплитами
- Феты
  - имеют доход менее 200 медимнов зерна[60]
  - могут участвовать в работе народного собрания и суда присяжных[61]

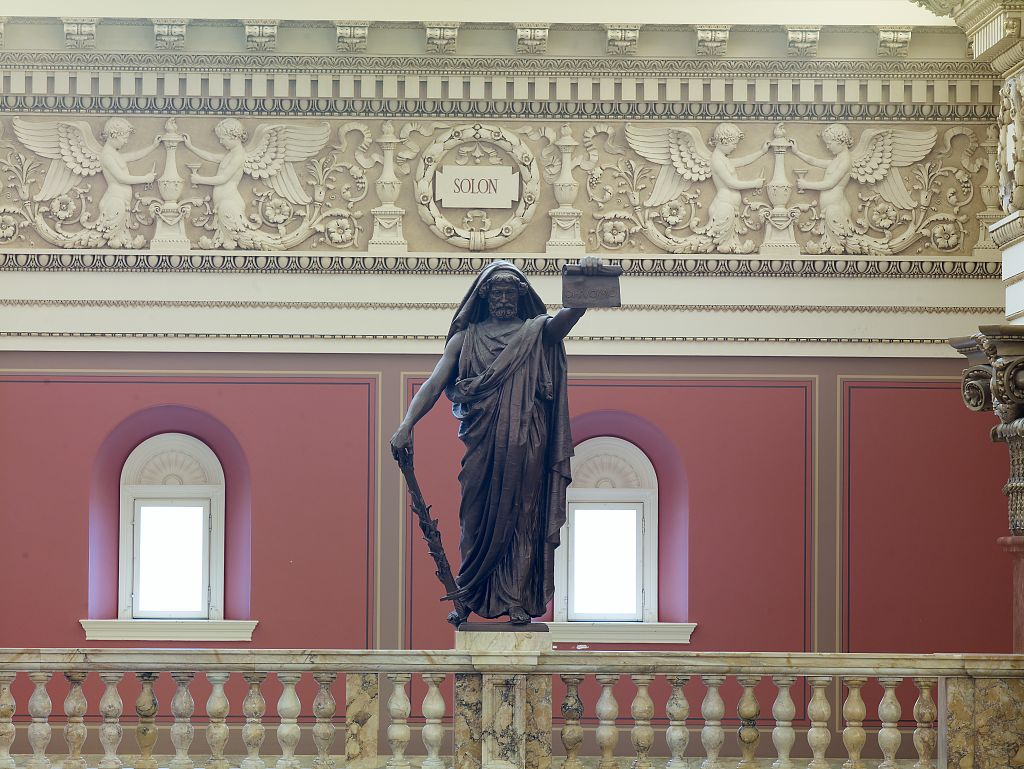
Статуя Солона в библиотеке Конгресса США

Самые бедные (феты), в отличие от афинян, входивших в первые три имущественных класса, не имели права занимать государственные должности и принимали участие только в работе народного собрания и суда присяжных (гелиеи). По наиболее распространённой версии, Солон провёл эту реформу в интересах богатых (прежде всего незнатных богачей из ремесленников и торговцев). Однако выгоду получили и бедные: теперь они могли участвовать в политической жизни.
Солон, по-видимому, и учредил гелиею. Это нововведение имело наиболее демократический характер. Солон предоставил право любому гражданину возбуждать судебный иск по делу, прямо его не касающемуся. Если ранее в Афинах существовали только частные иски и процессы, в которых истцом должно было выступать само потерпевшее лицо, то теперь появились публичные иски и процессы.
Также Солон учредил ещё один новый государственный орган — Совет Четырёхсот. Его членами были представители четырёх аттических фил, по 100 человек от каждой филы. Совет Четырёхсот был альтернативой Ареопагу. Распределение функций между ними не было точно определено. Согласно Плутарху, Совет Четырёхсот готовил и предварительно обсуждал проекты постановлений для народного собрания, а Ареопаг осуществлял «надзор за всем и охрану законов».
Солон издал закон о завещаниях. Содержание закона Плутарх передаёт так: раньше «не было позволено делать завещания; деньги и дом умершего должны были оставаться в его роде; а Солон разрешил тем, кто не имел детей, отказывать своё состояние, кому кто хочет». Солон впервые в афинской истории ввёл институт завещаний. Кроме того, был введён земельный максимум (запрещение иметь земельные владения сверх установленной законом нормы).
Солоновский законодательный свод был записан на деревянных досках (кирбах) и выставлен на всеобщее обозрение. Этот свод должен был заменить драконтовский свод; лишь драконтовские законы об убийствах по-прежнему действовали. Новый свод законов должен был оставаться в силе в течение 100 лет, но фактически действовал и после этого.
Реформы Солона представляют собой важнейшую веху истории архаических Афин, формирования Афинского государства.

## Путешествие

Ближний Восток в 600 году до н. э.

Да, я народу почёт предоставил, какой ему нужен — 
Не сократил его прав, не дал и лишних зато. 
Также подумал о тех я, кто силу имел и богатством 
Славился, — чтоб никаких им не чинилось обид. 
Встал я, могучим щитом своим тех и других прикрывая, 
И никому побеждать не дал неправо других.
После окончания архонтства всё же росло недовольство реформами. Аристократы были недовольны тем, что их права оказались урезанными, демос же считал реформы недостаточно радикальными. С другой стороны, сторонники Солона советовали продолжить реформы путём установления тирании. Однако Солон принципиально не хотел становиться тираном. Он решил действовать по-другому — временно покинуть полис и отправиться в путешествие.
В ходе своего десятилетнего путешествия (593—583 гг. до н. э.) Солон посетил различные регионы Восточного Средиземноморья. Он побывал в Египте, на Кипре и в Лидии. Сначала Солон посетил Египет, где общался со жрецами. На Кипре Солон подружился с царём Сол Филокипром.
Солон побывал и в лидийской столице Сарды. Встреча с царём Крёзом упоминается во многих античных источниках, но невозможна по хронологическим соображениям. Крёз вступил на престол около 560 г. до н. э., а Солон был в Сардах на четверть века раньше. Разговор Солона и Крёза описан, в частности, у Плутарха:

Крёз спросил его, знает ли он человека счастливее его. Солон отвечал, что знает такого человека: это его согражданин Телл. Затем он рассказал, что Телл был человек высокой нравственности, оставил по себе детей, пользующихся добрым именем, имущество, в котором есть всё необходимое, погиб со славой, храбро сражаясь за отечество. Солон показался Крёзу чудаком и деревенщиной, раз он не измеряет счастье обилием серебра и золота, а жизнь и смерть простого человека ставит выше его громадного могущества и власти. Несмотря на это, он опять спросил Солона, знает ли он кого другого после Телла, более счастливого, чем он. Солон опять сказал, что знает: это Клеобис и Битон, два брата, весьма любившие друг друга и свою мать. Когда однажды волы долго не приходили с пастбища, они сами запряглись в повозку и повезли мать в храм Геры; все граждане называли её счастливой, и она радовалась; а они принесли жертву, напились воды, но на следующий день уже не встали; их нашли мёртвыми; они, стяжав такую славу, без боли и печали узрели смерть. «А нас, — воскликнул Крёз уже с гневом, — ты не ставишь совсем в число людей счастливых?». Тогда Солон, не желая ему льстить, но и не желая раздражать ещё больше, сказал: «Царь Лидийский! Нам, эллинам, бог дал способность соблюдать во всём меру; а вследствие такого чувства меры и ум нам свойствен какой-то робкий, по-видимому, простонародный, а не царский, блестящий. Такой ум, видя, что в жизни всегда бывают всякие превратности судьбы, не позволяет нам гордиться счастьем данной минуты и изумляться благоденствию человека, если ещё не прошло время, когда оно может перемениться. К каждому незаметно подходит будущее, полное всяких случайностей; кому бог пошлёт счастье до конца жизни, того мы считаем счастливым. А называть счастливым человека при жизни, пока он ещё подвержен опасностям, — это всё равно, что провозглашать победителем и венчать венком атлета, ещё не кончившего состязания: это дело неверное, лишённое всякого значения».

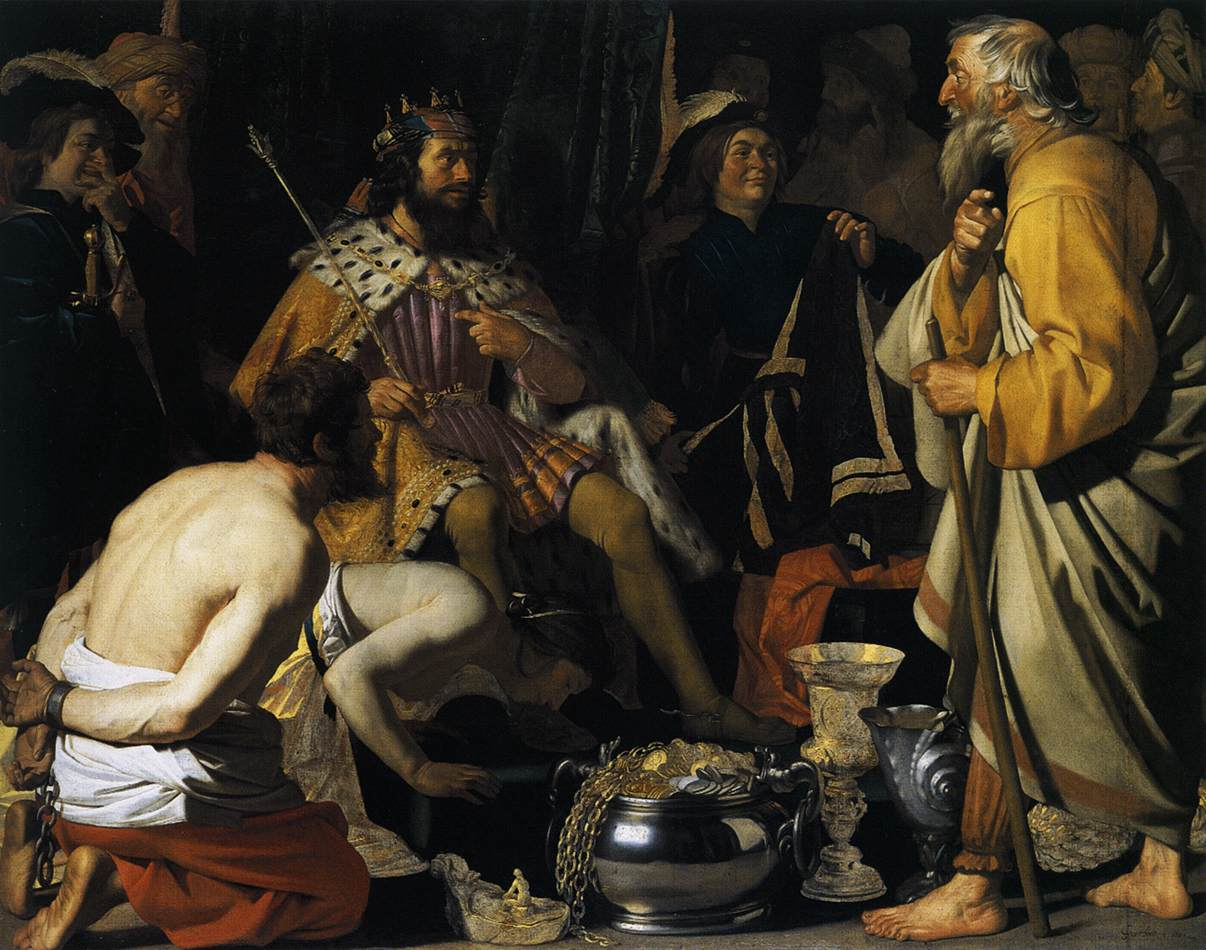
Г. Хонтхорст. «Солон и Крёз» (1624)

В действительности Солона должен был принимать отец Крёза, царь Алиатт. Возможно, что афинский законодатель общался и с самим Крёзом, в то время царевичем. Есть предположение, что Солон посвятил царевичу одну из своих элегий, которая и могла стать источником аберрации для позднейших авторов.

## Возвращение в Афины. Смерть
Около 583 года до н. э. Солон вернулся в Афины. Законы Солона продолжали действовать, и за время его отсутствия не было предпринято попыток отменить или изменить их. Правда, гражданские смуты, на прекращение которых надеялся Солон, продолжались ещё несколько десятилетий. Вскоре после возвращения реформатора архонт Дамасий, намереваясь стать тираном, не слагал с себя полномочий более двух лет, и его пришлось отстранять силой. Роль Солона в описанных событиях не упоминается в источниках, но, вероятно, он выступил решительным противником Дамасия и, может быть, принял участие в его свержении.
Плутарх писал, что после своего путешествия Солон уже не принимал активного участия в политической жизни. Однако позднее, в 60-е годы VI в. до н. э. он участвовал в третейском суде, разбиравшем афино-мегарский спор о Саламине.
около 640 до н. э. — рождение Солона
около 600 до н. э. — Саламинская экспедиция
596 до н. э. — начало первой Священной войны
594/593 до н. э. — архонтство. Реформы Солона
593—583 до н. э. — путешествие Солона
560-е до н. э. — участие в третейском суде по вопросу о Саламине
560 до н. э. — приход к власти тирана Писистрата. Солон выступает его противником
около 559 до н. э. — смерть Солона
В те же годы начал возвышаться родственник Солона Писистрат. Он начинал свою карьеру в рядах сторонников реформ Солона и позже прославился в Саламинской войне. В 560 году до н. э., получив от народного собрания разрешение набрать отряд телохранителей, он с помощью этого отряда захватил Акрополь и установил тиранию. Солон пытался противодействовать возрастанию влияния Писистрата, но безуспешно: будущего тирана поддерживало большинство народа. Когда Писистрат, сам себя изранив, заявил, что политические противники пытались его убить, Солон понял его замысел, но народ был не на его стороне. На народном собрании некий Аристон внёс предложение дать Писистрату отряд телохранителей. Несмотря на противодействие Солона, постановление было принято. Когда была установлена тирания, Солон попытался убедить сограждан выступить против Писистрата, но не имел успеха. После этого Солон, по некоторым сведениям, изменил свою позицию и стал советником Писистрата. Никаким преследованиям при тирании Солон не подвергся, хотя и выступал поначалу как её непримиримый противник. К тому же Солон вскоре скончался — в 560/559 г. до н. э.
Относительно смерти Солона в античных источниках есть противоречивые данные. Комедиограф V в. до н. э. Кратин и Аристотель писали, что Солон завещал развеять свой прах над завоёванным им Саламином. По словам Валерия Максима, он умер на Кипре и там же был погребён. Элиан писал, что Солон был похоронен за государственный счёт возле афинской городской стены. Вероятно, эта версия наиболее правдоподобна. Согласно Фанию Лесбосскому, Солон умер в Афинах в преклонном возрасте на следующий год после первого прихода к власти Писистрата. Рассказ о развеянии праха Солона над Саламином, вероятно, просто легенда. Солон был похоронен на одном из афинских кладбищ, скорее всего, на Керамике.

## Личность

### Личная жизнь
Некоторые авторы писали, что в молодости Писистрат был возлюбленным Солона. Согласно Плутарху, «Солон не был равнодушен к красавцам и не имел мужества вступить в борьбу с любовью, „как борец в палестре“».
О потомках Солона никаких достоверных сведений нет. По-видимому, Солон просто не оставил после себя никакого потомства. И в последующей истории Афин нет ни одного деятеля, который по прямой линии возводил бы себя к нему. Однако потомки Солона по боковым линиям встречаются, например глава «Тридцати тиранов» Критий и философ Платон. Они возводили свой род к брату законодателя — Дропиду.

### Политические взгляды
Благозаконье же всюду рождает порядок и стройность.
В силах оно наложить цепь на неправых людей,
Сгладить неровности, наглость унизить, ослабить кичливость,
Злого обмана цветы высушить вплоть до корней, 
Выправить дел кривизну, и чрезмерную гордость умерить,
И разномыслья делам вместе с гневливой враждой 
Быстрый конец положить навсегда, и тогда начинает
Всюду, где люди живут, разум с порядком царить.
Реформаторская деятельность Солона сочетала в себе стремление к необходимым преобразованиям и здоровый консерватизм. В своих ранних стихотворениях он порицал обстановку в полисе (в частности, стремление аристократов к несправедливому обогащению, гражданские смуты, закабаление демоса) и выдвигал идею эвномии (благозакония). Идея эвномии имеет дельфийское происхождение. Для Солона благозаконие означало справедливые законы и сознательное подчинение граждан этим законам.
Солон принципиально ненавидел тиранию. После проведения реформ сторонники Солона советовали продолжить реформы путём установления тирании, но он отказался. В эпоху Старшей тирании, когда во многих греческих полисах к власти приходили тираны, добровольный отказ от единовластия — уникальный случай. Свой отказ он аргументировал тем, что это покроет его имя позором и может погубить его и его род. К тому же он был противником насилия.

### Религиозные взгляды
Мировоззрение и религиозные взгляды Солона отражены в его стихотворениях. Он был глубоко религиозным человеком. Исследователь И. Е. Суриков резюмирует данные из стихотворений Солона:
Солон твёрдо верит в благое водительство богов, в их власть над человеческими судьбами. Если счастье и богатство даны человеку богами, то они будут прочными, надёжными, долговременными. То же, чего люди добились помимо воли небожителей, собственной наглостью, в конечном счёте обязательно повлечёт за собой возмездие от Зевса. Конечно, владыка Олимпа подчас не спешит с карой, и это может создать для злодеев иллюзию безнаказанности. Однако рано или поздно справедливость восторжествует: если сам содеявший дурное дело не искупит его при жизни, это искупление ляжет на плечи его детей и более отдалённых потомков. Таким образом, Солон выражает твёрдую уверенность в факте страдания невиновных за преступления предков, полностью признает идею коллективной ответственности рода… видеть в богах причину бед и неудач не следует…: в своих несчастьях виноваты лишь сами люди, тешащиеся напрасными мечтами, имеющие слишком высокое мнение о себе и лишь после того, как на них обрушатся какие-нибудь испытания, приходящие к пониманию необходимости разумной меры во всём.

### Поэтический дар
Судя по всему, ещё до начала политической деятельности Солон был известен согражданам как поэт. Он был первым афинским поэтом, и к тому же политическая направленность некоторых стихотворений должна была привлекать внимание слушателей. До нашего времени дошло большое количество фрагментов его произведений различного содержания. Всего сохранилось 283 строки из более 5 тысяч строк. Вероятно, в древности существовал сборник стихотворений Солона. В любом случае античные и византийские авторы располагали намного большим количеством стихов Солона, чем современные исследователи. Элегия «К самому себе», например, дошла до нас полностью лишь в «Эклогах» византийского писателя Стобея (V в. н. э.), а из элегии «Саламин», имевшей 100 строк, сохранилось три фрагмента, насчитывающие в общей сложности восемь строк.

### Исследования
- Бузескул В. П. Солон // История афинской демократии. — СПб.: ИЦ «Гуманитарная Академия», 2003.
- Карпюк С. Г. Законы Драконта и Солона — пролог демократии // Лекции по истории Древней Греции. — М.: Научно-издательский центр «Ладомир», 1997.
- Кузищин В. И. Глава VIII. Формирование полисного строя в Аттике // История Древней Греции. — М.: Высшая школа, 1996. — ISBN 978-5-7695-7746-8.
- Ленцман Я. А. Рабы в законах Солона: К вопросу о достоверности античной традиции // Вестник древней истории. — 1958. — № 4.
- Ленцман Я. А. Достоверность античной традиции о Солоне // Древний мир: сборник статей в честь академика В.В. Струве. — М.: Изд-во вост. лит., 1962.
- Лурье С. Я. Солон и начало революции в Афинах // История Греции. — СПб.: Издательство С.-Петербургского ун-та, 1993. — 680 с.
- Сергеев В. С. История Древней Греции. — СПб.: Полигон, 2002. — 704 с. — ISBN 5-89173-171-1.
- Суриков И. Е. Солон и Дельфы // Studia historica. — Volume III. — М.: МГПУ, 2003.
- Суриков И. Е. Глава II. Солон: певец и творец «благозакония» // Античная Греция: политики в контексте эпохи: архаика и ранняя классика. — М.: Наука, 2005. — С. 212—271. — 351 с. — ISBN 5-02-010347-0. Архивировано 30 января 2016 года.
- Суриков И. Е. Законодательные реформы Драконта и Солона: религия, право и формирование афинской гражданской общины // Одиссей. Человек в истории. 2006. — М.: Наука, 2006. — С. 201—220. Архивировано 8 апреля 2010 года.
- Туманс Х. Рождение Афины. Афинский путь к демократии: от Гомера до Перикла (VIII-V вв. до н. э.). — СПб.: Гуманитарная Академия, 2002.
- Фролов Э. Д. Рождение греческого полиса. — СПб.: Издат. дом СПбГУ, 2004. — ISBN 5-288-03520-2.
- Freeman К. The work and life of Solon. — Cardiff, 1926.
- Доватур А. И. Солон и Мимнерм: Поэтическая полемика по поводу разного восприятия жизни // Традиция и новаторство в античной литературе: К 100-летию со дня рождения академика И. И. Толстого. Межвузовский сборник. Л., 1982. С. 55—62. (Philologia classica; Вып. 2).
- Honn K. Solon. Staatsmann und Weiser. — Wien, 1948.
- Masaracchia A. Solone. — Firenze, 1958.
- Woodhouse W. J. Solon the liberator. — NY, 1965.

## В документальном кино
- Запретный плод: История роскоши. Часть 1: Роскошь в Древней Греции (2011; Великобритания).